# 拉保險
拉保險指保險業務員招攬保險業務的行為。
在台灣於1998年壽險公會成立之前，台港兩地對於加入保險業沒有任何限制，對象則是自己的親朋好友，稱為「緣故開發」；招攬陌生人，則為「陌生開發」。
之前台灣，證照的濫發，加上少數業務員的信口開河，造成台灣人對保險業務員普遍的不信任。自2011年開始，保險證照的考證資格，限制為高中或同等學歷以上。
香港地區則是發牌制度，作為從業門檻之一。但仍有部份不肖的保險經紀以誤導的手法推銷，吸收新人，進而牟取不法利益(地下保單等等)。保險從業人員，本質上流動性高，原有的保險業務人員離職後，由另一名業務人員接手(或該新進人員之主管)，因而影響原有服務質素。保單一簽，三年到十年不等，保戶通常也莫可奈何。
拉保險行為中，最為讓人詬病的一部份，就是將保險結合色情以提供特殊服務，簡稱『色情保險』。雖然保單上不可能有色情條款，通常這一類的業務員總是『都會時髦型』，經常出入健身中心，本身價值觀上通常會有所偏差。從保單上的『質』可以略知一二，當然是有可能影響到服務品質，但不是必然；畢竟，每個人對品質的要求不一定，針對服務品質、看法也不盡相同。
以上純屬他人想法
並不全然正確